# Kiko Argüello
Francisco José Gómez Argüello Wirtz, més conegut com a Kiko Argüello (Lleó, Espanya, 9 de gener de 1939) és un seglar catòlic lleonès, iniciador del Camí Neocatecumenal, i responsable actual de l'equip Internacional. Nascut en una família acomodada, va estudiar Belles Arts a la Reial Acadèmia de Belles Arts de San Fernando, a Madrid. El 1959 va rebre el Premi Nacional de Pintura i també va assolir altres èxits artístics. No obstant això, ell mateix afirma que, en aquell estil de vida, no hi va trobar sentit. Després d'algunes experiències de patiment de gent propera, va canviar, ho va deixar tot, per viure amb els més pobres.
Originàriament va pertànyer als Cursets de Cristiandat. Argüello va iniciar el Camí el 1964, juntament amb Carmen Hernández, en un barri als afores de Madrid, Palomeras Altas, barri de barraques i marginats de la societat, seguint les directrius dels escrits de Charles de Foucauld.

## La seva labor catequética
El Camí Neocatecumenal és un itinerari de formació catòlica i d'evangelització, avalat provisionalment per la Santa Seu el 2002 en règim de prova (ad experimentum) durant cinc anys. Actualment està present en unes 900 diòcesis del món, amb més de 21.000 comunitats en unes 6.000 parròquies. Actualment, el camí neocatecumenal, té l'aprovació de la Santa Seu.

## La seva obra pictòrica
Kiko Argüello mai no ha abandonat per complet la seva faceta de pintor, però sí que ha canviat profundament el seu estil i arguments. Després d'un temps en què la va relegar a un segon pla per a centrar-se més en l'evangelització, ara se centra en l'estil religiós prenent com a models les icones romanes d'Orient i de l'Església primitiva. Actualment es poden contemplar diverses obres seves a la catedral de l'Almudena de Madrid, a la Domus Galileae (Israel), a la parròquia de Sant Bartomeu a Tuto (Florència), a la parròquia de la Trinitat de Piacenza, a l'església de la Santíssima Trinitat de San Pedro del Pinatar (Múrcia) i en moltes altres per tot el món.